# 護身術
護身術（ごしんじゅつ、英：Self-defense）とは、周囲の犯罪や災害などから自分や他人の生命・身体を守るための知識や技術、方法などの総称。
広義には危険に近づかない知識や技術なども含まれるが、狭義では暴漢撃退法のみを指す。ただし、武道・格闘技などの専門家が護身術の指導も行っている場合も「相手を倒すこと」ではなく「安全に逃れる方法」を指導することを重視しており、いわゆる武道や格闘技のような制圧を目的とした術技ではない。

## 概説
護身術は、相手を倒すことが目的ではなく、あくまでも自分（もしくは他人）の安全を守ることが最優先事項とされる。そのため主に民間で使われ、相手に勝利することを前提としている武道・格闘技のテクニックやセオリーとは、共通する部分もあるが、違う部分も多い。
相手にダメージを与えるよりも自分にダメージが無いことが重要視されるために相手の間合いに踏み込まず、自分に有利な間合いで戦い、常に「逃げる」ことを念頭におき、「生き延びることが最大の目的ならば臆病も大事」というあえて消極的な考えを持つことも大事とされる。
護身術では、実践的な技術以前の問題として、日頃から危険な状況に身を置かないようにする心構えと行動が第一としている。例えば「夜間に出歩かない」「人通りの多い場所を歩く」「治安の悪い場所は避ける」といったような良識的に危険を避けることを考える。
「危険な人物と向かい合う」状況を「どうすれば回避できるか」をまず考え、対処方法などは「使わないで済むのが最上」である。また、危機的状況が回避できなくなった場合でも、次善策として「最小限の被害にとどめ安全に窮地を脱する方法」として、相手が要求する金銭を与えてしまうことも含む。また「とにかく危機から逃れること」を最優先として一種の攻撃的手段に訴える場合もあるが、そういった手段の知識や実際の技能も、護身術の範疇には含まれている。
一方で極真空手やクラヴ・マガのような特定の武道や近接格闘術を実戦護身術と称し、より実戦に即した護身術であるとして扱うこともある。
現代武術系護身術としては、ガーディアン・ガールズ、合気道、伝統派空手、截拳道系、EBMAS系、システマ系、シラット系、ハプキドー系等が有名である。

## 具体的な護身方法の例

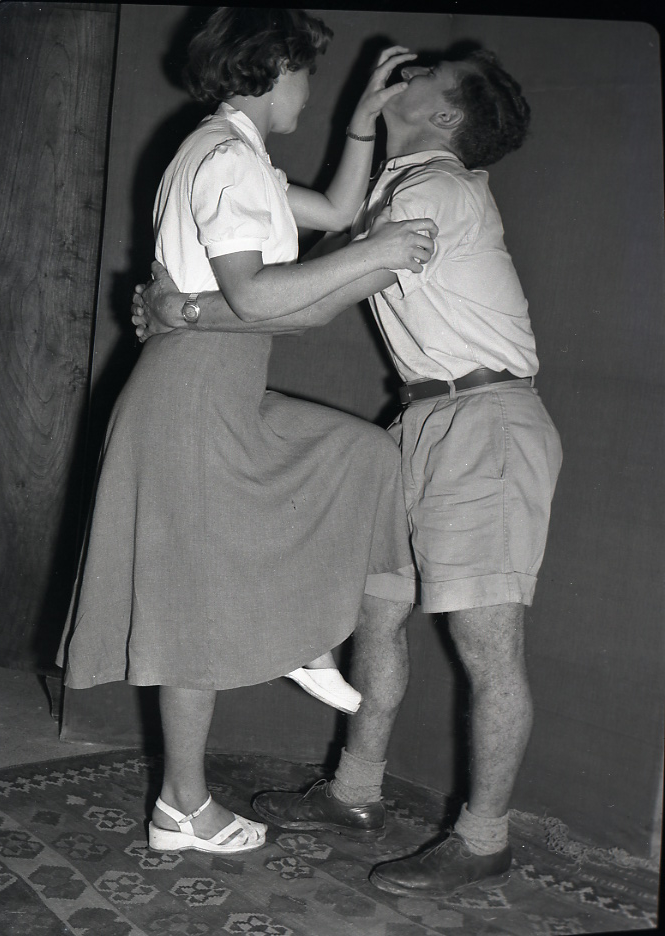
柔術を応用した女性の護身術。顔と股間への反撃。1949年、イスラエル。

格闘技の修練などは、護身術に通じるものがある。しかし相手が凶器を所持していたりすると対処が大変難しい。
狭義の護身術としては、「相手に手首を捕まれた」「後ろから羽交い絞めにされた」「路地などに追い詰められた」「いきなり飛びかかってきた」といった状況において、どのような体さばきでそれを振り払い逃れるかといった練習がみられる。この中では先に挙げた急所攻撃など、非力な者が相手に一時的な苦痛を与えてその状況を脱する方法も様々なものが見られ、思い切り向こう脛を蹴飛ばしたりハイヒールの踵で相手の足を踏みつけるといったような方法も提案されている。「護身術教室」などでは、そういった状況をロールプレイすることが多い。
また、昨今においては相手の攻撃そのものを封鎖するために襲撃者に密着する近接格闘術を取り入れたガーディアン・ガールズ、EBMAS、伝統派空手、クラヴ・マガなどもある。

## 護身術の問題点
- 日本では防犯グッズであっても、人の生命を害したり、人の身体に重大な害を与えるような攻撃性のある器具を正当な理由がなく持ち歩けば軽犯罪法1条2号に違反する。これらの器具には例えばスタンガン・特殊警棒が該当する。防犯ブザーや警笛など、攻撃性のない防犯器具はそもそも軽犯罪法1条2号には該当しない。催涙スプレーに関しては、護身用として携帯し軽犯罪法違反で起訴されたが最高裁で無罪とされた判例がある（催涙スプレー#実際に起きた事件参照）。
- 武道や格闘技の有段者・ライセンス所持者が暴漢を撃退し、怪我を負わせた場合、暴漢の武装の有無、その時の経緯や状況により、法的に過剰防衛として扱われる可能性がある。格闘の専門家の肉体は武器の一種であるという認識があるためである。